# Gorišnica
Gorišnica je naselje, središče občine Gorišnica.
Gorišnica, ki leži sredi Ptujskega polja je bila poseljena že v rimski dobi. Pri arheoloških izkopavanjih so odkrili kamnite sekire, rimske gomile in ostanke rimskih cest. V starih listinah je cerkev sv. Marjete prvič omenjena 1391. Pomemben spomenik kmečkega stavbarstva v Gorišnici je Dominkova domačija iz 18. stoletja, ki je bila v 19. stoletju preurejena in sodi med najpomembnejše spomenike kmečjega stavbarstva na Ptujskem polju. Hiša ima v tlorisu obliko črke L, lesene stene so ometane z ilovico in pobeljene. V hiši je ohranjena črna kuhinja, v izbi pa starejša peč in lesen strop.
Gorišnica je rojstna vas pisca in prevajalca Vida Rižnerja in filmskega igralca Zlatka Šugmana.